# Kamilla Stanislawowna Rachimowa
Kamilla Stanislawowna Rachimowa (russisch Камилла Станиславовна Рахимова; engl. Transkription Kamilla Rakhimova; * 28. August 2001 in Jekaterinburg) ist eine russische Tennisspielerin.

## Karriere
Kamilla Rachimowa begann mit fünf Jahren das Tennisspielen und ihr bevorzugter Spielbelag ist der Hartplatz. Ihre größten Erfolge als Juniorin waren der Eizelsieg bei den RPM Junior Open 2017 sowie im darauffolgenden Jahr der Gewinn des Doppeltitels beim Méditerranée Avenir Casablanca an der Seite von Lenka Stará. Bereits 2016 gab sie ihr Debüt auf dem ITF Women’s Circuit, auf dem sie 2019 fünf Titel gewinnen konnte, davon drei der $25.000-Kategorie.
In der gleichen Saison stand Rachimowa in Jūrmala erstmals im Hauptfeld eines WTA-Turniers, unterlag jedoch zum Auftakt. Bei den Australian Open 2020 startete sie in ihrer ersten Qualifikation zu einem Grand Slam und scheiterte in der ersten Runde. Nach der coronabedingten Saisonunterbrechung gelang Rachimowa bei den verschobenen French Open der erfolgreiche Sprung ins Hauptfeld, wo sie nach einem Sieg gegen Shelby Rogers auf Anhieb die zweite Runde erreichte.
Anfang 2021 konnte sie an der Seite von Ankita Raina in Melbourne ihren ersten WTA-Titel im Doppel erringen. Im Finale setzten sich die beiden gegen Anna Blinkowa und Anastassija Potapowa durch. Bei den US Open 2021 zog Rachimowa als Lucky Loserin erstmals in die dritte Runde eines Grand-Slam-Turniers ein, nachdem sie ursprünglich bereits in der Schlussrunde der Qualifikation ausgeschieden war. In Linz holte sie danach gemeinsam mit ihrer Landsfrau Natela Dsalamidse durch einen Finalsieg gegen Wang Xinyu und Zheng Saisai ihren zweiten WTA-Doppeltitel. Nach dem Erreichen ihres ersten WTA-Halbfinals im Einzel in Bogotá im Frühjahr 2022 wurde Rachimowa in der Tennisweltrangliste erstmals unter den besten 100 geführt. Mit Dsalamidse zusammen stand sie anschließend in Istanbul in ihrem dritten WTA-Endspiel im Doppel. Jedoch mussten sich die beiden diesmal Marie Bouzková und Sara Sorribes Tormo geschlagen geben.

## Turniersiege

### Einzel
| Nr. | Datum             | Turnier     | Kategorie      | Belag             | Finalgegnerin          | Ergebnis       |
| --- | ----------------- | ----------- | -------------- | ----------------- | ---------------------- | -------------- |
| 1.  | 17. Februar 2019  | Schymkent   | ITF W15        | Hartplatz (Halle) | Anastassija Tichonowa  | 6:2, 6:3       |
| 2.  | 14. April 2019    | Schymkent   | ITF W15        | Sand              | Tamara Čurović         | 6:2, 7:5       |
| 3.  | 28. April 2019    | Andijon     | ITF W25        | Hartplatz         | Pranjala Yadlapalli    | 0:6, 6:1, 6:3  |
| 4.  | 9. Juni 2019      | Fargʻona    | ITF W25        | Hartplatz         | Walerija Juschtschenko | 6:1, 7:5       |
| 5.  | 27. Oktober 2019  | Istanbul    | ITF W25        | Hartplatz (Halle) | Pemra Özgen            | 6:3, 5:7, 6:3  |
| 6.  | 21. August 2022   | Bronx       | ITF W60        | Hartplatz         | Mirjam Björklund       | 6:2, 6:3       |
| 7.  | 5. November 2022  | Nantes      | ITF W60        | Hartplatz (Halle) | Wang Xinyu             | 6:4, 6:4       |
| 8.  | 19. Februar 2023  | Irapuato    | ITF W60+H      | Hartplatz         | Raluca Șerban          | 6:0, 1:6, 6:2  |
| 9.  | 7. September 2024 | Guadalajara | WTA Challenger | Hartplatz         | Tatjana Maria          | 6:3, 6:75, 6:3 |

### Doppel
| Nr. | Datum              | Turnier   | Kategorie      | Belag             | Partnerin             | Finalgegnerinnen                             | Ergebnis          |
| --- | ------------------ | --------- | -------------- | ----------------- | --------------------- | -------------------------------------------- | ----------------- |
| 1.  | 22. September 2018 | Schymkent | ITF $15.000    | Sand              | Ania Hertel           | Uljana Aisatulina Anna Jakowlewa             | 6:0, 7:60         |
| 2.  | 13. April 2019     | Schymkent | ITF W15        | Sand              | Vitalia Stamat        | Lee Eun-hye Sevil Yoʻldosheva                | 6:3, 7:64         |
| 3.  | 31. August 2019    | Pensa     | ITF W25        | Hartplatz         | Wlada Kowal           | Anastassija Gassanowa Hanna Posnichirenko    | 6:0, 6:3          |
| 4.  | 14. September 2019 | Meitar    | ITF W60        | Hartplatz         | Sofja Lansere         | Anastassija Gassanowa Walerija Strachowa     | 4:6, 6:4, [10:3]  |
| 5.  | 22. Februar 2020   | Kairo     | ITF W60        | Hartplatz         | Marta Kostjuk         | Paula Kania Anastassija Schoschyna           | 6:3, 2:6, [10:6]  |
| 6.  | 29. Februar 2020   | Moskau    | ITF W25        | Hartplatz (Halle) | Sofja Lansere         | Natela Dsalamidse Valentini Grammatikopoulou | 6:1, 3:6, [10:6]  |
| 7.  | 19. Februar 2021   | Melbourne | WTA 250        | Hartplatz         | Ankita Raina          | Anna Blinkowa Anastassija Potapowa           | 2:6, 6:4, [10:7]  |
| 8.  | 12. November 2021  | Linz      | WTA 250        | Hartplatz (Halle) | Natela Dsalamidse     | Wang Xinyu Zheng Saisai                      | 6:4, 6:2          |
| 9.  | 18. Oktober 2022   | Rouen     | WTA Challenger | Hartplatz (Halle) | Natela Dzalamidze     | Oksana Kalashnikova Misaki Doi               | 6:2, 7:5          |
| 10. | 29. Oktober 2023   | Tampico   | WTA Challenger | Hartplatz         | Anastassija Tichonowa | Sabrina Santamaria Heather Watson            | 7:65, 6:2         |
| 11. | 7. April 2024      | Bogotá    | WTA 250        | Sand              | Cristina Bucșa        | Anna Bondár Irina Chromatschowa              | 7:65, 3:6, [10:8] |

## Abschneiden bei Grand-Slam-Turnieren

### Einzel
| Turnier         | 2020 | 2021 | 2022 | 2023 | 2024 | 2025 | Karriere |
| --------------- | ---- | ---- | ---- | ---- | ---- | ---- | -------- |
| Australian Open | Q1   | Q3   | Q3   | 1    | 2    | 1    | 2        |
| French Open     | 2    | Q1   | 1    | 3    | 1    | 1    | 3        |
| Wimbledon       |      | Q2   | —    | 1    | Q2   | 3    | 3        |
| US Open         | —    | 3    | 1    | 1    | 1    |      | 3        |

Zeichenerklärung: S = Turniersieg; F, HF, VF, AF = Einzug ins Finale / Halbfinale / Viertelfinale / Achtelfinale; 1, 2, 3 = Ausscheiden in der 1. / 2. / 3. Hauptrunde; Q1, Q2, Q3 = Ausscheiden in der 1. / 2. / 3. Qualifikationsrunde; nicht ausgetragen